# 瓦西里基夫斯凯 (第聂伯罗彼得罗夫斯克州)
48°16′12″N 36°26′38″E / 48.27000°N 36.44389°E
瓦西里基夫斯凯（羅馬化：Vasylkivske）是烏克蘭中部第聶伯羅彼得羅夫斯克州錫內利尼科韋區米科拉伊夫卡市鎮的村莊，距離魯薩科韋和錫多連科5公里，海拔高度127米，2001年人口1,112。